# 1996–1997-es magyar női labdarúgó-bajnokság (első osztály)
A magyar női labdarúgó-bajnokság első osztályában 1996–97-ben 10 csapat küzdött a bajnoki címért. A címvédő Femina megvédte elsőségét.

## Végeredmény
| #   | Csapat                  | M  | GY | D | V  | G+ – G– | GK  | P  | Megjegyzések |
| --- | ----------------------- | -- | -- | - | -- | ------- | --- | -- | ------------ |
| 1.  | Novák-FeminaCV          | 18 | 16 | 2 | 0  | 89–10   | +79 | 50 | Bajnok       |
| 2.  | Renova-Mikrokor         | 18 | 13 | 3 | 2  | 71–16   | +55 | 42 |              |
| 3.  | Pécsi Fortuna-BAT       | 18 | 12 | 2 | 4  | 56–14   | +42 | 38 |              |
| 4.  | Íris-Hungaro-Kábel      | 18 | 11 | 1 | 6  | 41–17   | +24 | 34 |              |
| 5.  | FC Eger-Agria Volán     | 18 | 10 | 2 | 6  | 40–20   | +20 | 32 |              |
| 6.  | László Kórház           | 18 | 7  | 3 | 8  | 40–35   | +5  | 24 |              |
| 7.  | Szegedi Boszorkányok    | 18 | 4  | 2 | 12 | 23–61   | −38 | 14 |              |
| 8.  | Jászdózsai NFC          | 18 | 3  | 3 | 12 | 16–83   | −67 | 12 |              |
| 9.  | Quinter SE-Bonyhád      | 18 | 2  | 1 | 15 | 13–72   | −59 | 7  | NB II        |
| 10. | Dunaújvárosi Pentele FC | 18 | 2  | 1 | 15 | 12–73   | −61 | 7  | NB II        |

A bajnok Femina játékosai
Hosszú Erika, Sipos Hajnalka, kapusok – Berecz Virág, Bökk Katalin, Császár Noémi, Erdei Barbara, Farkas Mónika, Fodor Tímea, Főfai Tímea, Kaszala Éva, Kis Zita, Lévay Andrea, Mészáros Gizella, Molnár Adrienn, Molnár Mariann, Nagy Anett, Nagy Mariann, Rácz Adrienn, Vrábel Ibolya.

## A góllövőlista élmezőnye
| Gól                                                                                     | Név             | Csapat                         |
| --------------------------------------------------------------------------------------- | --------------- | ------------------------------ |
| 25                                                                                      | Nagy Anett      | Femina                         |
| 21                                                                                      | Bökk Katalin    | Femina                         |
| 20                                                                                      | Arnold Anita    | Pécsi Fortuna FC               |
| 19                                                                                      | Ruff Szilvia    | Renova                         |
| 19                                                                                      | Szabó Ildikó    | FC Eger                        |
| 13                                                                                      | Paraoánu Aranka | Renova                         |
| 11                                                                                      | Vrábel Ibolya   | Femina                         |
| 11                                                                                      | Mester Katalin  | Renova                         |
| 11                                                                                      | Bajkó Rita      | Íris SC (7), László Kórház (4) |
| 10                                                                                      | Pádár Anita     | László Kórház (6), Íris SC (4) |
| 10                                                                                      | Török Ibolya    | Pécsi Fortuna FC               |
| Forrás: Magyar futballévkönyv '97, Aréna 2000 Kiadó, Budapest, 1998. ISBN 963-855-157-7 |                 |                                |